# Joseph Stilwell
Joseph Warren Stilwell, ameriški general, * 19. marec 1883, † 12. oktober 1946.
General Stillwell je bil eden najpomembnejših ameriških in zavezniških poveljnikov jugovzhodnega teatra druge svetovne vojne.

## Življenje
Leta 1904 je diplomiral na Vojaški akademiji West Point kot 32. v razredu 124-ih. Pozneje je bil predavatelj na akademiji ter končal še Pehotni napredni tečaj in Poveljniško-generalštabni kolidž.
Med prvo svetovno vojno je bil obveščevalni častnik 4. korpusa na zahodni fronti. Pozneje je bil poveljnik Fort Benninga (Georgia), opravil tri ture dolžnosti na Kitajskem, bil vojaški ataše v Pekingu (1935–39), poveljnik 2. (1939–1940) in 7. pehotne divizije (1940–1941), nakar je bil poslan na Kitajsko.
Kot najvišji ameriški general na Kitajskem je postal načelnik štaba Čjang Kajška, poveljnik Kitajsko-burmansko-indijskega teatra (odgovoren za vse Lend-Lease oskrbo za Kitajsko) ter bil pozneje namestnik poveljnika Jugovzhodnoazijskega poveljstva.
Zaradi nesoglasij s Čjang Kajškom in britanskimi poveljniki ter zaradi velikih ameriških izgub je bil 19. oktobra 1944 odpoklican. Do konca vojne je nato bil poveljnik Kopenskih sil KOV ZDA, 10. in 6. armade.